# Armene
Armene — рід богомолів родини Gonypetidae, єдиний рід триби Armenini в підродині Gonypetinae. Дрібні богомоли, поширені в Центральній Азії. Описано 7 видів.

## Опис
Дрібні богомоли з великою головою та поперечним лобним щитком. Передньоспинка майже квадратна, ледве довша за ширину, сплощена. Стегна передніх ніг сильно потовщені, борозенка для кігтя гомілки тягнеться до основи стегна. На передніх гомілках наявні 11 зовнішніх шипів. Основний членик задньої лапки ледве коротший за всі інші членики разом.
Передній край передніх крил без війок, задні крила довгі у самців і самиць, за винятком короткокрилого гірського виду A. breviptera.

## Ареал та різноманіття
Мешкають у сухих степах Центральної Азії. Armene breviptera з Бадахшанського району Таджикистану мешкає на висоті 2300–2700 м над р. м., а одна оотека була знайдена навіть на висоті 3700 м. Ці богомоли живуть на сухих гірських луках без кущів та дерев та з низьким біорізноманіттям.
До роду належать 7 видів
- Armene breviptera Lindt, 1963
- Armene fanica Lindt, 1973
- Armene griseolata Lindt, 1973
- Armene hissarica Lindt, 1973
- Armene pusilla Eversmann, 1854
- Armene robusta Mistshenko, 1956
- Armene silvicola Lindt, 1976

Вид Armene pusilla внесений до Червоної книги Челябінської області РФ.